# عمر نورمحمدوف
عمر نورمحمدوف (بالروسية: Умар Нурмагомедов؛ مواليد 3 يناير 1996) هو مُقاتل فنون قتالية مختلطة روسي ينافس في وزن الديك في يو إف سي. سبق له التنافس في بطولة النسر القتالية ودوري المقاتلين المحترفين. وهو الأخ الأكبر لبطل بيلاتور عثمان نورمحمدوف وابن عم بطل يو إف سي للوزن الخفيف السابق حبيب نورمحمدوف. اعتبارًا من 6 أغسطس 2024، احتل المركز الثاني في تصنيفات يو إف سي لوزن الديك.

## الخلفية
ولد نورمحمدوف في كيزيليورت، داغستان، روسيا في 1 مارس 1996.
عندما كان طفلاً، كان يعيش في قريته الأصلية مع شقيقه عثمان نورمحمدوف، وبدأ في حضور تدريبات المصارعة الحرة. وفي وقت لاحق، بدأ عمر في ممارسة الموياي تاي، وتبعه شقيقه.
بعد انتقاله إلى محج قلعة، بدأ عمر التدريب مع عمه، المدرب المكرم لروسيا عبد المناف نورمحمدوف في معسكر النسور للفنون القتالية المختلطة. وهو من أصل آفاري.
في سن التاسعة عشر، أصبح عمر بطل العالم في رياضة السامبو القتالية، حيث فاز بفئة الوزن -62 كجم. في العام التالي، فاز بفئة وزن الديك في فنون القتال المختلطة للهواة في بطولة العالم لرابطة الفنون القتالية المختلطة العالمية.

## مسيرته في فنون القتال المختلطة

### مسيرته المبكرة
ظهر لأول مرة في موسكو كجزء من قتال الليالي العالمية 57 في 16 ديسمبر 2016 ضد ريشات خاريسوف.

### يو إف سي
كان من المقرر أن يواجه نورمحمدوف هنتر أزور في 18 أبريل 2020 في يو إف سي 249. ومع ذلك، تم تأجيل الحدث بعد ذلك.
كان من المقرر أن يواجه نورمحمدوف ناثانيال وود في 26 يوليو 2020 في يو إف سي على إي إس بي إن 14. ومع ذلك، انسحب نورمحمدوف من النزال بسبب وفاة عمه عبد المناف نورمحمدوف.
كان من المقرر في البداية أن يواجه نورمحمدوف سيرجي موروزوف في 24 أكتوبر 2020 في يو إف سي 254، لكن نورمحمدوف انسحب بسبب المرض. ثم تمت إعادة جدولة النزال إلى يو إف سي 257 في 24 يناير 2021. ومع ذلك، تمت إعادة جدولة المباراة مرة أخرى في المرة الثانية في 20 يناير 2021 في يو إف سي على إي إس بي إن: كييزا ضد ماغني. فاز نورمحمدوف بالنزال عن طريق خنق خلفي عاري في الجولة الثانية. أكسبه هذا النزال مكافأة أداء الليلة.
واجه نورمحمدوف برايان كيلهير في 5 مارس 2022 في يو إف سي 272. وفاز بالنزال عن طريق خنق خلفي عاري في الجولة الأولى.
كان من المقرر أن يواجه نورمحمدوف جاك شور في 19 مارس 2022، في يو إف سي ليلة القتال: فولكوف ضد أسبينال. ومع ذلك، تمت إزالة نورمحمدوف من النزال لسبب غير معروف وتم استبداله بتيمور فالييف.
واجه نورمحمدوف نيت مانيس في 25 يونيو 2022، في يو إف سي على إي إس بي إن: تساروكيان ضد غامروت. فاز بقرار القضاة بالإجماع.
واجه نورمحمدوف راوني بارسيلوس في 14 يناير 2023، في يو إف سي ليلة القتال: ستريكلاند ضد إيمافوف. فاز بالنزال بالضربة القاضية في الجولة الأولى. أكسبه هذا الفوز مكافأة أداء الليلة.
كان من المقرر أن يواجه نورمحمدوف كوري ساندهاغن في 5 أغسطس 2023 في يو إف سي ليلة القتال 226. ومع ذلك، انسحب نورمحمدوف من الحدث في منتصف يوليو بسبب إصابة في الكتف، وتم استبداله روب فونت.
واجه نورمحمدوف بيكزات ألماخان في 2 مارس 2024، في يو إف سي ليلة القتال 238. بعد تعرضه للكمة في وقت مبكر من الجولة الأولى، تولى نورمحمدوف زمام الأمور وسيطر على غالبية النزال على الأرض بضربات أدت إلى فوزه بقرار القضاة بالإجماع.
واجه نورمحمدوف كوري ساندهاغن في 3 أغسطس 2024، في حدث يو إف سي على إيه بي سي 7 والفائز بالنزال سيُنافس على لقب بطولة يو إف سي لوزن الديك. وفاز بالنزال بقرار القضاة بالإجماع.
واجه نورمحمدوف البطل ميراب دفاليشفيلي على لقب بطولة يو إف سي لوزن الديك في 18 يناير 2025 في حدث يو إف سي 311. خسر القتال بقرار القضاة بالإجماع، مسجلاً خسارته الأولى في فنون القتال المختلطة. أكسبه هذا النزال مكافأة قتال الليلة الأولى.

## البطولات والإنجازات
- يو إف سي
  - أداء الليلة (مرتين) ضد سيرجي موروزوف وراوني بارسيلوس[21][30]
  - قتال الليلة (مرة واحدة) ضد ميراب دفاليشفيلي[41]
- بطولة النسر القتالية ( اتحاد ذن إم إم إيه في سامارا)
  - لقب بطولة النسر القتالية لوزن الديك (مرة واحدة)
    - ثلاثة دفاعات عن اللقب ناجحة
- بطولة قتال السامبو (دبليو سي إس إف)
  -  بطل سامبو في 62 كغ (2015)[42][43]
- الرابطة العالمية لفنون القتال المختلطة (دبليو إم إم إيه إيه)
  -  بطل العالم في وزن الديك (2016)[44][45]

## سجل فنون القتال المختلطة
| السجل المهني |        |         |
| 18 نزال      | 17 فوز | 1 خسارة |
| ضربة قاضية   | 2      | 0       |
| إخضاع        | 7      | 0       |
| قرار القضاة  | 8      | 1       |

| النتيجة | السجل | الخصم               | الطريقة                       | الحدث                                           | التاريخ        | الجولة | الوقت | المكان                                    | الملاحظات                                            |
| ------- | ----- | ------------------- | ----------------------------- | ----------------------------------------------- | -------------- | ------ | ----- | ----------------------------------------- | ---------------------------------------------------- |
| خسر     | 18–1  | ميراب دفاليشفيلي    | قرار القضاة (بالإجماع)        | يو إف سي 311                                    | 18 يناير 2025  | 5      | 5:00  | إنغليووود، كاليفورنيا، الولايات المتحدة   | على لقب بطولة يو إف سي لوزن الديك. قتال الليلة.      |
| فاز     | 18–0  | كوري ساندهاغن       | قرار القضاة (بالإجماع)        | يو إف سي على إيه بي سي: ساندهاغن ضد نورمحمدوف   | 3 أغسطس 2024   | 5      | 5:00  | أبو ظبي، الإمارات العربية المتحدة         | الفائز سيُقاتل على لقب بطولة يو إف سي لوزن الديك.     |
| فاز     | 17–0  | بيكزات ألماخان      | قرار القضاة (بالإجماع)        | يو إف سي ليلة القتال: روزينسترويك ضد غازييف     | 2 مارس 2024    | 3      | 5:00  | لاس فيغاس، نيفادا، الولايات المتحدة       |                                                      |
| فاز     | 16–0  | راوني بارسيلوس      | ضربة قاضية (ركلة للجسم ولكمة) | يو إف سي ليلة القتال: ستريكلاند ضد إيمافوف      | 14 يناير 2023  | 1      | 4:40  | لاس فيغاس، نيفادا، الولايات المتحدة       | أداء الليلة.                                         |
| فاز     | 15–0  | نيت مانيس           | قرار القضاة (بالإجماع)        | يو إف سي على إي إس بي إن: تساروكيان ضد غامروت   | 25 يونيو 2022  | 3      | 5:00  | لاس فيغاس، نيفادا، الولايات المتحدة       | العودة لوزن الديك.                                   |
| فاز     | 14–0  | برايان كيلهير       | إخضاع (خنق خلفي عاري)         | يو إف سي 272                                    | 5 مارس 2022    | 1      | 3:15  | لاس فيغاس، نيفادا، الولايات المتحدة       | أول ظهور في وزن الريشة.                              |
| فاز     | 13–0  | سيرجي موروزوف       | إخضاع فني (خنق خلفي عاري)     | يو إف سي على إي إس بي إن: كييزا ضد ماغني        | 20 يناير 2021  | 2      | 3:39  | أبو ظبي، الإمارات العربية المتحدة         | أداء الليلة.                                         |
| فاز     | 12–0  | برايان غونزاليس     | إخضاع (خنق خلفي عاري)         | جي إف سي 20                                     | 23 نوفمبر 2019 | 1      | 4:34  | طشقند، أوزبكستان                          | دافع عن لقب بطولة النسر القتالية لوزن الديك.         |
| فاز     | 11–0  | سايدمار هونوريو     | قرار القضاة (بالإجماع)        | بي إف إل 6                                      | 8 أغسطس 2019   | 3      | 5:00  | أتلانتيك سيتي، نيوجيرسي، الولايات المتحدة |                                                      |
| فاز     | 10–0  | تاراس جريكيف        | إخضاع (خنق خلفي عاري)         | جي إف سي 14                                     | 23 يوليو 2019  | 1      | 2:46  | كاسبييسك، روسيا                           | دافع عن لقب بطولة النسر القتالية لوزن الديك.         |
| فاز     | 9–0   | فاغنر ليما          | قرار القضاة (بالإجماع)        | اتحاد سامارا إم إم إيه: معركة فولغا 10          | 14 أبريل 2019  | 3      | 5:00  | تولياتي، روسيا                            | دافع عن لقب بطولة النسر القتالية لوزن الديك.         |
| فاز     | 8–0   | سعيد يعقوب كخرمونوف | قرار القضاة (بالإجماع)        | بي إف إل 7                                      | 30 أغسطس 2018  | 3      | 5:00  | أتلانتيك سيتي، نيوجيرسي، الولايات المتحدة | نزال في وزن غير محدد (140 رطلًا).                     |
| فاز     | 7–0   | فتخي الدين سوبيروف  | قرار القضاة (بالإجماع)        | اتحاد سامارا إم إم إيه: معركة على نهر الفولجا 4 | 11 مايو 2018   | 3      | 5:00  | سامارا، روسيا                             | فاز بلقب بطولة إف إم إم إيه إس لوزن الديك الافتتاحي. |
| فاز     | 6–0   | شيودي يماوتشي       | قرار القضاة (بالإجماع)        | قتال الليالي العالمية 83                        | 22 فبراير 2018 | 3      | 5:00  | موسكو، روسيا                              |                                                      |
| فاز     | 5–0   | نوروز دزاميكوف      | قرار القضاة (بالإجماع)        | قتال الليالي العالمية 76                        | 8 أكتوبر 2017  | 3      | 5:00  | كراسنودار، روسيا                          |                                                      |
| فاز     | 4–0   | فاليشر رحمانوف      | إخضاع (خنق خلفي عاري)         | قتال الليالي العالمية 71                        | 29 يوليو 2017  | 2      | 4:45  | موسكو، روسيا                              |                                                      |
| فاز     | 3–0   | أليم إساباييف       | ضربة فنية قاضية (باللكمات)    | قتال الليالي العالمية 62                        | 31 مارس 2017   | 2      | 3:32  | موسكو، روسيا                              |                                                      |
| فاز     | 2–0   | أولوكبيك أمانباييف  | إخضاع (خنق خلفي عاري)         | نجوم القتال: معركة في سورة 6                    | 5 يناير 2017   | 1      | 4:12  | بينزا، روسيا                              |                                                      |
| فاز     | 1–0   | ريشات خاريسوف       | إخضاع (خنق المقصلة)           | قتال الليالي العالمية 57                        | 16 ديسمبر 2016 | 2      | 3:28  | موسكو، روسيا                              | أول ظهور في وزن الديك.                               |

## وصلات خارجية
- عمر نورمحمدوف على موقع يو إف سي (الإنجليزية)
- عمر نورمحمدوف على موقع شيردوغ (الإنجليزية)
- عمر نورمحمدوف على موقع Tapology.com (الإنجليزية)